# Nikita Vlasenko
Nikita Vlasenko (ruso: Никита Власенко; Donetsk, Ucrania, 20 de marzo de 2001) es un futbolista que juega como defensa en el HNK Rijeka de la Primera Liga de Croacia.

## Trayectoria
En 2019, fichó por la Juventus de Turín de Serie A italiana. En 2020, fue enviado a préstamo al F. C. Sion en Suiza. En 2021, fue enviado a préstamo al Excelsior Rotterdam. El 20 de agosto de 2021, debutó con el Excelsior Rotterdam durante un empate a uno con el FC Volendam.

## Selección nacional
Es elegible para representar a Ucrania internacionalmente, por haber nacido allí.

## Estadísticas

### Clubes
Actualizado al último partido disputado el 19 de octubre de 2022.
| Club                               | Div.          | Temporada     | Liga  | Liga  | Copas nacionales | Copas nacionales | Copas internacionales | Copas internacionales | Total | Total |
| Club                               | Div.          | Temporada     | Part. | Goles | Part.            | Goles            | Part.                 | Goles                 | Part. | Goles |
| ---------------------------------- | ------------- | ------------- | ----- | ----- | ---------------- | ---------------- | --------------------- | --------------------- | ----- | ----- |
| Excelsior Rotterdam · Países Bajos | 2.ª           | 2021-22       | 25    | 0     | 1                | 0                | ―                     | ―                     | 26    | 0     |
| Excelsior Rotterdam · Países Bajos | Total club    | Total club    | 25    | 0     | 1                | 0                | 0                     | 0                     | 26    | 0     |
| HNK Rijeka · Croacia               | 1.ª           | 2022-23       | 4     | 1     | 1                | 0                | ―                     | ―                     | 5     | 1     |
| HNK Rijeka · Croacia               | Total club    | Total club    | 4     | 1     | 1                | 0                | 0                     | 0                     | 5     | 1     |
| Total carrera                      | Total carrera | Total carrera | 29    | 1     | 2                | 0                | 0                     | 0                     | 31    | 1     |